# Grand Prix cycliste de Québec 2015
La 6e édition du Grand Prix cycliste de Québec a eu lieu le 11 septembre 2015. Il s'agit de la 25e épreuve de l'UCI World Tour 2015.

Il fut remporté par le cycliste colombien Rigoberto Urán.

## Présentation

### Équipes
21 équipes participent à ce Grand Prix cycliste de Québec - 17 ProTeams, 3 équipes continentales professionnelles et 1 équipe nationale.
| UCI WorldTeams      | UCI WorldTeams | UCI WorldTeams |
| Nom de l'équipe     | Pays           | Code           |
| ------------------- | -------------- | -------------- |
| AG2R La Mondiale    | France         | ALM            |
| Astana              | Kazakhstan     | AST            |
| BMC Racing          | États-Unis     | BMC            |
| Cannondale-Garmin   | États-Unis     | TCG            |
| Etixx-Quick Step    | Belgique       | EQS            |
| FDJ                 | France         | FDJ            |
| Giant-Alpecin       | Allemagne      | TGA            |
| IAM                 | Suisse         | IAM            |
| Katusha             | Russie         | KAT            |
| Lampre-Merida       | Italie         | LAM            |
| Lotto NL-Jumbo      | Pays-Bas       | TLJ            |
| Lotto-Soudal        | Belgique       | LTS            |
| Movistar            | Espagne        | MOV            |
| Orica-GreenEDGE     | Australie      | OGE            |
| Sky                 | Royaume-Uni    | SKY            |
| Tinkoff-Saxo        | Russie         | TCS            |
| Trek Factory Racing | États-Unis     | TFR            |

| Équipes continentales professionnelles | Équipes continentales professionnelles | Équipes continentales professionnelles |
| Nom de l'équipe                        | Pays                                   | Code                                   |
| -------------------------------------- | -------------------------------------- | -------------------------------------- |
| Bora-Argon 18                          | Allemagne                              | BOA                                    |
| Drapac                                 | Australie                              | DPC                                    |
| Europcar                               | France                                 | EUC                                    |

| Équipe nationale           | Équipe nationale | Équipe nationale |
| Nom de l'équipe            | Pays             | Code             |
| -------------------------- | ---------------- | ---------------- |
| Équipe nationale du Canada |                  | Canada           |

## Classement final

### Classement individuel
Ci-dessous, le classement individuel de l'UCI World Tour à l'issue de la course.
| \| Classement général \| Classement général \| Classement général \| Classement général \| Classement général \| \| Coureur \| Coureur \| Pays \| Équipe \| Temps \| \| ------------------ \| ------------------ \| ------------------ \| ------------------- \| ------------------ \| \| 1er \| Rigoberto Urán \| Colombie \| Etixx-Quick Step \| 5 h 09 min 47 s \| \| 2e \| Michael Matthews \| Australie \| Orica-GreenEDGE \| + 0 s \| \| 3e \| Alexander Kristoff \| Norvège \| Katusha \| + 0 s \| \| 4e \| Tom-Jelte Slagter \| Pays-Bas \| Cannondale-Garmin \| + 0 s \| \| 5e \| Diego Ulissi \| Italie \| Lampre-Merida \| + 0 s \| \| 6e \| Bauke Mollema \| Pays-Bas \| Trek Factory Racing \| + 0 s \| \| 7e \| Philippe Gilbert \| Belgique \| BMC Racing Team \| + 0 s \| \| 8e \| Tony Gallopin \| France \| Lotto-Soudal \| + 0 s \| \| 9e \| Warren Barguil \| France \| Giant-Alpecin \| + 0 s \| \| 10e \| Greg Van Avermaet \| Belgique \| BMC Racing Team \| + 0 s \| |                    |           |                     |                 |
| |                    |           |                     |                 |
| Source : ProCyclingStats |                    |           |                     |                 |
| Classement général |                    |           |                     |                 |
| Coureur | Coureur            | Pays      | Équipe              | Temps           |
| 1er | Rigoberto Urán     | Colombie  | Etixx-Quick Step    | 5 h 09 min 47 s |
| 2e | Michael Matthews   | Australie | Orica-GreenEDGE     | + 0 s           |
| 3e | Alexander Kristoff | Norvège   | Katusha             | + 0 s           |
| 4e | Tom-Jelte Slagter  | Pays-Bas  | Cannondale-Garmin   | + 0 s           |
| 5e | Diego Ulissi       | Italie    | Lampre-Merida       | + 0 s           |
| 6e | Bauke Mollema      | Pays-Bas  | Trek Factory Racing | + 0 s           |
| 7e | Philippe Gilbert   | Belgique  | BMC Racing Team     | + 0 s           |
| 8e | Tony Gallopin      | France    | Lotto-Soudal        | + 0 s           |
| 9e | Warren Barguil     | France    | Giant-Alpecin       | + 0 s           |
| 10e | Greg Van Avermaet  | Belgique  | BMC Racing Team     | + 0 s           |

Meilleur grimpeur:  Ryan Roth (Équipe Canada)
Meilleur canadien:  Ryder Hesjedal (Cannondale-Garmin)

## UCI World Tour
Ce Grand Prix cycliste de Québec attribue des points pour l'UCI World Tour 2015, par équipes uniquement aux équipes ayant un label WorldTeam, individuellement uniquement aux coureurs des équipes ayant un label WorldTeam.
| Position,          | 1er | 2e | 3e | 4e | 5e | 6e | 7e | 8e | 9e | 10e |
| Classement général | 80  | 60 | 50 | 40 | 30 | 22 | 14 | 10 | 6  | 2   |

### Classement individuel
Ci-dessous, le classement individuel de l'UCI World Tour à l'issue de la course.
| Rang | Coureur            | Équipe           | Points |
| ---- | ------------------ | ---------------- | ------ |
| 1    | Alejandro Valverde | Movistar         | 532    |
| 2    | Alexander Kristoff | Katusha          | 453    |
| 3    | Christopher Froome | Sky              | 422    |
| 4    | Alberto Contador   | Tinkoff-Saxo     | 407    |
| 5    | Nairo Quintana     | Movistar         | 365    |
| 6    | Greg Van Avermaet  | BMC Racing       | 324    |
| 7    | Joaquim Rodríguez  | Katusha          | 322    |
| 8    | Richie Porte       | Sky              | 314    |
| 9    | Rigoberto Urán     | Etixx-Quick Step | 301    |
| 10   | Geraint Thomas     | Sky              | 283    |

### Classement par pays
Ci-dessous, le classement par pays de l'UCI World Tour à l'issue de la course.
| Rang | Pays        | Points |
| ---- | ----------- | ------ |
| 1    | Espagne     | 1 582  |
| 2    | Royaume-Uni | 973    |
| 3    | Colombie    | 894    |
| 4    | Italie      | 789    |
| 5    | Belgique    | 782    |
| 6    | Australie   | 777    |
| 7    | France      | 767    |
| 8    | Pays-Bas    | 715    |
| 9    | Allemagne   | 550    |
| 10   | Norvège     | 453    |

### Classement par équipes
Ci-dessous, le classement par équipes de l'UCI World Tour à l'issue de la course.
| Rang | Équipe           | Points |
| ---- | ---------------- | ------ |
| 1    | Katusha          | 1 320  |
| 2    | Sky              | 1 246  |
| 3    | Movistar         | 1 242  |
| 4    | Etixx-Quick Step | 988    |
| 5    | BMC Racing       | 804    |
| 6    | Tinkoff-Saxo     | 791    |
| 7    | Astana           | 715    |
| 8    | Lotto-Soudal     | 585    |
| 9    | Orica-GreenEDGE  | 567    |
| 10   | Lampre-Merida    | 516    |